# 卡邦加水庫
47°19′57″N 76°34′37″W / 47.33250°N 76.57694°W

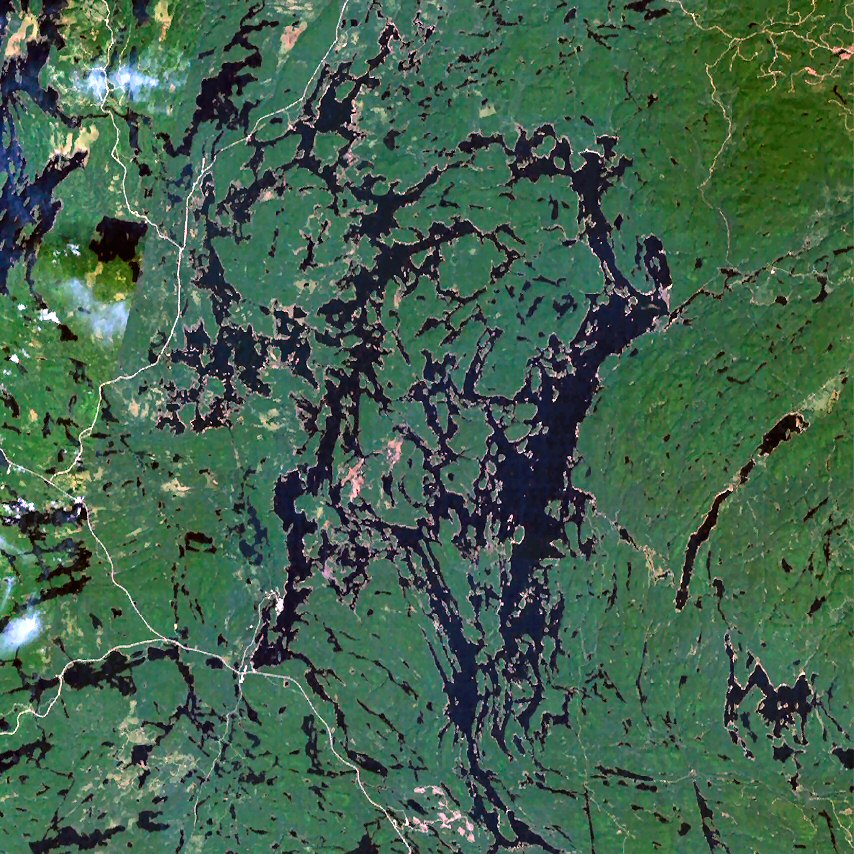

卡邦加水庫是加拿大的人工湖泊，由魁北克省負責管轄，面積484平方公里，島嶼面積193平方公里，海拔高度361米，蓄水量0.16億立方米，湖中有兩個島嶼。